# Yazır, Çavdır
Yazır là một xã thuộc huyện Çavdır, tỉnh Burdur, Thổ Nhĩ Kỳ. Dân số thời điểm năm 2010 là 328 người.